# Sophronica flavomaculata
Sophronica flavomaculata là một loài bọ cánh cứng trong họ Cerambycidae.